# Hungría en los Juegos Olímpicos de Ámsterdam 1928
Hungría estuvo representada en los Juegos Olímpicos de Ámsterdam 1928 por un total de 109 deportistas que compitieron en 12 deportes.  
El portador de la bandera en la ceremonia de apertura fue el atleta Kálmán Egri.

## Medallistas
El equipo olímpico húngaro obtuvo las siguientes medallas:
| Nombre                                                                                   | Deporte            | Competición       |
| ---------------------------------------------------------------------------------------- | ------------------ | ----------------- |
| Oro                                                                                      |                    |                   |
| Antal Kocsis                                                                             | Boxeo              | Mosca (50,8 kg) M |
| Ödön Tersztyánszky                                                                       | Esgrima            | Sable ind. M      |
| János Garay Gyula Glykais Sándor Gombos Attila Petschauer József Rády Ödön Tersztyánszky | Esgrima            | Sable por eqs. M  |
| Lajos Keresztes                                                                          | Lucha grecorromana | 67,5 kg M         |
| Plata                                                                                    |                    |                   |
| Béla Szepes                                                                              | Atletismo          | Jabalina M        |
| Attila Petschauer                                                                        | Esgrima            | Sable ind. M      |
| László Papp                                                                              | Lucha grecorromana | 75 kg M           |
| István Bárány                                                                            | Natación           | 100 m libre M     |
| Equipo                                                                                   | Waterpolo          | Torneo M          |
| Bronce                                                                                   |                    |                   |
| —                                                                                        |                    |                   |